# Agrostis thurberiana
Agrostis thurberiana är en gräsart som beskrevs av Albert Spear Hitchcock. Agrostis thurberiana ingår i släktet ven, och familjen gräs. Inga underarter finns listade i Catalogue of Life.